# Erik af Rosenborg
Prins Erik, Greve af Rosenborg (født Prins til Danmark) (8. november 1890 – 16. september 1950) var en dansk prins, der var søn af Prins Valdemar og barnebarn af Christian 9.
Prins Erik var landmand og ejede i perioden 1917-23 Kokkedal Slot i Nordjylland og efter 1928 Bjergbygaard på Sjælland. Da han giftede sig borgerligt i 1924 mistede han sin arveret til tronen og fik titlen Greve af Rosenborg.

## Biografi

### Tidlige liv
Prins Erik blev født den 8. november 1890 i Det Gule Palæ i København som Prins Erik Frederik Christian Alexander til Danmark. Han var tredje søn af Prins Valdemar og Prinsesse Marie af Orléans og dermed barnebarn af Kong Christian 9.
Erik voksede op i Det Gule Palæ tæt ved Amalienborg og på Bernstorff Slot i Gentofte. Sammen med sine søskende fik han en meget fri og utvungen opdragelse, tilskyndet af deres mor, prinsesse Marie.
Da Prins Erik til sin skuffelse blev kasseret som soldat, uddannede han sig til landmand. I perioden 1917-23 ejede han Kokkedal Slot, beliggende syd for Brovst i Nordjylland. Herefter flyttede han til Canada, hvor han drev en gård.

### Ægteskab
11. februar 1924 giftede prins Erik sig i Ottawa med Lois Frances Booth (1897-1941), der var datter af en velhavende tømmerhandler. Prins Erik måtte i forbindelse med sit ægteskab frasige sig titel og rang som Prins til Danmark og Kongelig Højhed og blev strøget fra den danske tronfølge. Han fik i stedet titlen greve af Rosenborg men beholdt prinsetitlen og rang af Højhed.
I ægteskabet blev der født to børn: Komtesse Alexandra af Rosenborg og Grev Christian af Rosenborg. Ægteskabet blev opløst i 1937.

### Senere liv
Fra 1924 til 1928 boede parret på en hønsefarm i Arcadia, Californien, hvorefter de vendte tilbage til Danmark og købte Bjergbygaard ved Mørkøv på Sjælland.
Prins Erik døde i København den 10. september 1950.

## Titler, prædikater og æresbevisninger

### Titler og prædikater
- 1890-1924: Hans Kongelige Højhed Prins Erik til Danmark
- 1924-1950: Hans Højhed Prins Erik, Greve af Rosenborg

### Æresbevisninger

#### Danske dekorationer
- Danmark: Ridder af Elefantordenen (R.E.)  (1908)